# Maurice Edgar Crumpacker
Maurice Edgar Crumpacker (ur. 19 grudnia 1886 w Valparaiso, Indiana, zm. 24 lipca 1927 w San Francisco, Kalifornia) – amerykański wojskowy, prawnik i polityk związany z Partią Republikańską.
Od 1925 aż do śmierci w 1927 reprezentował trzeci okręg wyborczy w stanie Oregon w Izbie Reprezentantów Stanów Zjednoczonych.
Crumpacker zmarł w zagadkowych okolicznościach w wieku 40 lat. Dzień przed śmiercią został znaleziony w pozycji siedzącej na chodniku w San Francisco i twierdził, że ktoś próbował go otruć, po czym spędził noc w szpitalu. Według nekrologu zmarł po tym jak wskoczył do zatoki San Francisco i utonął.